# The Man They Called The Healer
|  | Denne artikel er oprettet af botten PalnaBot ud fra en ekstern database. Den kan derfor have sproglige fejl eller mangler. Denne skabelon kan fjernes efter kontrol af indholdet. |

The Man They Called The Healer er en kortfilm fra 1994 instrueret af Peter Lind efter manuskript af Peter Lind.

## Handling
En thriller. Datteren, hendes syge moder og stedfaderen, de ringer efter natlægen. 100% kærlighed, had, kunst og mord. En historie der fortæller om det her i livet, der virkelig gælder.